# Fustier
Cet article court présente un sujet plus développé dans : Charpentier, Fuste (produit) et Matériaux de construction.
Le fustier est un terme désignant plusieurs métiers de la construction, le plus souvent liés au travail du bois. 

## Origines
Le terme vient de fust (en latin fustem, « bâton ») signifiant bois ou pièce de bois, poutre qui apparaît pour la première fois dans la langue française en 1080 dans La Chanson de Roland. Le verbe associé est fuster, signifiant « travailler le bois ». Au Moyen Âge, le fustier (ou fûtier) désignait différentes personnes travaillant le bois (charpentier, tonnelier, tourneur, menuisier, etc.). Comme dans d'autres professions, les fustiers créaient parfois des confréries, comme à Valréas.
En France, en 1782, le terme désignait également un ouvrier coffretier-malletier-bahutier qui, au moyen d’une masse à joindre, « assemblait les unes avec les autres plusieurs douves qu’il avait auparavant passées sur la colombe et qu’il avait gougeonnées ».
Selon le glossaire de Jean Humbert (1852), dans la région genevoise (Suisse), le fustier était un marchand de planches, de chaux et de gypse. Dans le midi de la France, ajoute-t-il, le terme « fustier » désignait, au milieu du XIXe siècle, un charpentier.